# Zeroption
Zeroption è un gruppo hardcore punk formato nel 1981 da Stuart (chitarra), Gord (basso, voce) e Kealan (batteria).

## Storia
Gord e Kealan hanno formato il gruppo nel 1981 con Kris S alla batteria, Kealan alla chitarra e Gord cantante. Successivamente la formazione è cambiata, Kealan alla batteria, Gord al basso, Stuart alla chitarra e come cantante e chitarrista è entrato nella band Colin. Questa formazione ha suonato in molti concerti a Oakville e a Toronto sotto nomi diversi. Nel giro di sei mesi, la formazione si è di nuovo ridotta a tre elementi con Stuart e Gord come cantanti. Il nome Zeroption è stato adottato nel dicembre 1981 quando hanno incominciato una routine di prove giornaliere e concerti ogni fine settimana sino al settembre 1984. Il gruppo ha continuato a lavorare insieme e l'ultima pubblicazione segna il loro venticinquesimo anniversario.

## Discografia
- Rain of Terror (Cassetta)
- TO Hardcore 83 (Compilation)
- BYO Something to Believe In (Compilation)
- What Price Glory? (LP)
- Herd Not Scene (CD)

## Formazione

### Formazione attuale
- Stuart - chitarra, voce
- Gord - basso, voce
- Kealan - batteria

### Ex componenti
- Kris S - batteria